# Ettringen (Eifel)
Ettringen település Németországban, Rajna-vidék-Pfalz tartományban. Lakosainak száma 2857 fő (2023. december 31.).

## Népesség
A település népességének változása:
| Lakosok száma | 2404 | 2718 | 2725 | 2767 | 2816 | 2857 |
|               | 1975 | 2017 | 2019 | 2021 | 2022 | 2023 |